# (9672) Rosenbergerezek
(9672) Rosenbergerezek est un astéroïde de la ceinture principale.

## Description
(9672) Rosenbergerezek est un astéroïde de la ceinture principale. Il fut découvert le 5 octobre 1997 à l'Observatoire d'Ondřejov par Petr Pravec. Il présente une orbite caractérisée par un demi-grand axe de 3,18 UA, une excentricité de 0,05 et une inclinaison de 3,7° par rapport à l'écliptique.

## Compléments